# 鄧肯維爾 (伊利諾伊州)
鄧肯維爾（英語：Duncanville）是位於美國伊利諾伊州克勞福德縣的一個非建制地區。該地的面積和人口皆未知。

## 地理
鄧肯維爾的座標為39°57′17″N 87°41′44″W / 39.95472°N 87.69556°W，而該地的平均海拔高度為162米（即531英尺）。